# Sleeper (groupe)
Pour les articles homonymes, voir Sleeper.
Sleeper est un groupe de rock indépendant britannique. Le groupe compte huit singles à succès ayant atteint le Top 40 dans les années 1990. La chanteuse Louise Wener est l'un des sex symbols du britpop, qui se classera au plus haut des listes des magazines Melody Maker et NME.
Le 14 février 2017, le groupe se réunit pour une tournée.

## Biographie
Jon Stewart rencontre Louise Wener à l'Université de Manchester en 1987 dans une classe de philosophie politique. Ils joueront dans quelques groupes universitaires, avant d'emménager à Londres et postuler pour devenir membres d'un nouveau groupe dans les petites annonces de Melody Maker qui attire l'intérêt de Diid Osman et Andy Maclure. À cette période, le groupe se baptise Surrender Dorothy, d'après le film Magicien d'Oz, mais décide de chercher un nouveau nom après avoir su qu'un autre groupe le portait déjà. Ils se rebaptisent alors Sleeper d'après le film homonyme de Woody Allen (1973), et parce qu'il possède plusieurs définitions. Après avoir emménagé à Camden et attiré l'intérêt de quelques labels, Sleeper signe chez Indolent Records, un label indépendant, en 1993, et publient trois EP et singles avant de se populariser avec le single Inbetweener notamment utilisé par Dale Winton. Avant la sortie de Inbetweener, Sleeper ouvrira pour le groupe Blur à leur tournée Parklife, et seront associé au mouvement britpop.
Le premier album du groupe, Smart, devient l'un des albums britpop les plus notables, et mène le groupe à être certifié disque d'or par la BPI pour plus de 100 000 exemplaires vendus. Il est suivi par The It Girl, certifié disque de platine, qui comprend quatre singles What Do I Do Now?, Nice Guy Eddie, Sale of the Century et Statuesque. Sleeper enregistre une reprise de la chanson Atomic des Blondie, qui est utilisé dans le film Trainspotting, après que Blondie ai refusé l'utilisation de la version originale. Statuesque sera dans la suite du film. Leur troisième album, Pleased to Meet You, est publié, mais mal accueilli, le mouvement britpop s'étant épuisé en même temps que son association avec Cool Britannia, et le groupe se sépare après sa dernière tournée britannique. Un best-of est publié par Sony/BMG en 2007. Les deux premiers albums sont réédités en version deluxe le 29 novembre 2010, les seconds disques comprenant des chansons face B et enregistrements live.
Après la séparation des Sleeper, Wener et Maclure enregistrent de nouvelles chansons pour un nouveau projet. Stewart emménage à Los Angeles, en Californie, où il joue avec le groupe local UFO Bro. Le 14 février 2017, le groupe se réunit pour une tournée.

## Membres
- Louise Wener - chant, guitare
- Andy Maclure - batterie
- Jon David Stewart - guitare
- Kenediid Osman - basse
- John Green - claviers (1995-1998)
- Dan Kaufmann - basse (1997-1998)

## Discographie

### Albums studio
| Année | Détails                                                                      | Charts UK | Certifications |
| 1995  | Smart - Sortie: 13 février 1995 - Label: Indolent Records (en)               | 5         | UK: Or         |
| 1996  | The It Girl - Sortie: 6 mai 1996 - Label: Indolent Records (en)              | 5         | UK: Platine    |
| 1997  | Pleased to Meet You - Sortie: 13 octobre 1997 - Label: Indolent Records (en) | 7         | UK: Argent     |
| 2007  | Greatest Hits (Compilation) - Sortie: 9 juillet 2007 - Label: Sony BMG       | -         |                |
| 2019  | The Modern Age - Sortie: 22 mars 2019 - Label: Gorsky Records                | -         |                |
| 2020  | This Time Tomorrow - Sortie: 11 décembre 2020 - Label: Gorsky Records        | -         |                |

### Singles
| Year | Title                    | Charts UK | Album               |
| ---- | ------------------------ | --------- | ------------------- |
| 1993 | Alice EP                 | –         | Smart               |
| 1994 | Swallow (en)             | 76        | Smart               |
| 1994 | Delicious (en)           | 75        | Smart               |
| 1995 | Inbetweener (en)         | 16        | Smart               |
| 1995 | Vegas (en)               | 33        | Smart               |
| 1995 | What Do I Do Now? (en)   | 14        | The It Girl         |
| 1996 | Sale of the Century (en) | 10        | The It Girl         |
| 1996 | Nice Guy Eddie (en)      | 10        | The It Girl         |
| 1996 | Statuesque (en)          | 17        | The It Girl         |
| 1997 | She's a Good Girl        | 28        | Pleased to Meet You |
| 1997 | Romeo Me                 | 39        | Pleased to Meet You |

### Autres
- Bande originale de Trainspotting (1996, EMI) : reprise d'Atomic de Blondie